# Rhodopentas parvifolia
Rhodopentas parvifolia là một loài thực vật có hoa trong họ Thiến thảo. Loài này được (Hiern) Kårehed & B.Bremer mô tả khoa học đầu tiên năm 2007.